# كيويركامبس
كيويركامبس (بالفرنسية: Quercamps)‏ هي بلدية تقع في إقليم باد كاليه من منطقة نور با دو كاليه في شمال فرنسا. تبلغ مساحة هذه المدينة 1.98 (كم²)، وترتفع عن سطح البحر 172 م، يبلغ عدد سكانها 285 نسمة حسب إحصاء المعهد الوطني للإحصاء والدراسات الاقتصادية سنة 2009 م. وترأس Jacques Bacquet البلدية خلال فترة (2008-2014).